# Правительства Второй Французской республики
Правительства Второй французской республики — кабинеты министров Франции периода Второй республики:

## Временное правительство
- Временное правительство с 24 февраля 1848 по 9 мая 1848.

## Президент Учредительного собрания
- Филипп Бюшез с 9 мая 1848 по 10 мая 1848.

## Правление Исполнительного совета
- Исполнительная комиссия (председатель Франсуа Араго) с 10 мая 1848 по 28 июня 1848.

## Президент Учредительного собрания
- Антуан Сенар с 24 июня 1848 по 28 июня 1848.

## Правление Исполнительного совета
- Правительство Кавеньяка с 28 июня 1848 по 20 декабря 1848.

## Президент Наполеон III (1848-1852)
Правительства, назначенные Наполеоном III, президентом с 20 декабря 1848 по 2 декабря 1852:
- правительство Барро (1) с 20 декабря 1848 по 14 мая 1849;
- правительство Барро (2) с 2 июня 1849 по 31 октября 1849;
- правительство д’Отпуля с 31 октября 1849 по 24 января 1851;
- малое министерство с 24 января 1851 по 10 января 1851;
- правительство Леона Фоше с 10 января 1851 по 26 октября 1851;
- правительство Луи Бонапарта с 26 октября 1851 по 2 декабря 1851;
- правительство Луи Бонапарта (1) с 3 декабря 1851 по 22 января 1852;
- правительство Луи Бонапарта (2) с 22 января 1852 по 2 декабря 1852.